# Harrizia
Harrizia is een geslacht van vliesvleugeligen uit de familie Pteromalidae. De wetenschappelijke naam van dit geslacht is voor het eerst geldig gepubliceerd in 1962 door Delucchi.

## Soorten
Het geslacht Harrizia is monotypisch en omvat slechts de volgende soort:
- Harrizia mira Delucchi, 1962